# Шорлеммер, Людвиг Вильгельм фон
Людвиг Вильгельм фон Шорлеммер (нем. Ludwig Wilhelm von Schorlemmer; 1695, Гессен — 14 мая 1776, Берлин) — прусский военачальник, генерал-лейтенант.
Принадлежал к роду Херрингаузенов. Родился в семье майора Бенедикта Франца фон Шорлемера и Беаты фон Билефельд.

## Биография
- 1718 — поступил на службу в прусскую армию, был зачислен в 3-й кирасирский полк.
- 29 ноября 1718 — корнет.
- 1739 — ротмистр 7-го, а затем 12-го кирасирского полков.
- 2 августа 1739 — майор.
- 1741 — подполковник.
- Май 1742 — полковник за отличие в сражении при Хотузице
- 4 июня 1745 — награждён орденом Pour le Mérite за храбрость в битве при Гогенфридберге.
- 1747 — генерал-майор кавалерии, шеф 6-го драгунского полка прусской армии
- 1755 — генерал-лейтенант.
- 1760 — вышел в отставку.